# Blastania
Blastania — рід квіткових рослин родини гарбузових.
Його рідним ареалом є Тропічна та Південна Африка, Мадагаскар, Аравійський півострів, субконтинент Індія.
Види:
- Blastania cerasiformis (Stocks) A.Meeuse
- Blastania garcinii (Burm.f.) Cogn.
- Blastania lucorum (Keraudren) H.Schaef.